# Paulina Rubio
Paulina Rubio Dosamantes (Mexikóváros, Mexikó, 1971. június 17.) mexikói énekesnő és színésznő.
Pályáját igen fiatalon kezdte, már  ötéves  korában ének-, színjátszás- és jazzórákat vett. 1982-től 1991-ig a Timbiriche ifjúsági pop-rock együttes tagja volt, majd szólóénekesként folytatta. Latin-Amerikában, az Amerikai Egyesült Államokban, Spanyolországban és több európai országban is népszerű.
Paulina 2004-ben felkérést kapott, hogy vezesse az Elton John AIDS Alapítvány 12. éves Oscar-ünnepségét. Paulina Rubio mutatta be 2006-ban a Nobel-díjakat.
Paulina több mint 20 millió lemezt adott el világszerte.

## Élete
Édesanyja a mexikói színésznő, Susana Dosamantes, édesapja, Enrique Rubio González. Egy testvére van: Enrique. 2007. április 30-án Nicolás Vallejo-Najera felesége lett. 2010. november 16-án született meg gyermekük, Andrea Nicolás.

## Diszkográfia

### A Timbirichével
- Timbiriche (1982)
- La Banda Timbiriche – „A Timbiriche csapat” (1982)
- En concierto – „Koncerten” (1983)
- Disco ruido – „Zajos lemez” (1983)
- Que no acabe Navidad – „Ne érjen véget Karácsony” (1983)
- Vaselina (1984)
- Timbiriche Rock Show (1985)
- Timbiriche 7 (1987)
- Timbiriche 8-9 (1988)
- Los clásicos de Timbiriche – „A Timbiriche klasszikusai” (1989)
- Timbiriche 10 (1990)

### Szólóénekesként
Albumok:
- La chica dorada – „Az aranyozott lány” (EMI, 1992)
- 20 kilates – „20 karát” (EMI, 1993)
- El tiempo es oro – „Az idő aranyat ér” (EMI, 1995)
- Planeta Paulina – „Paulina bolygója” (EMI, 1996)
- Paulina (Universal, 2000)
- Border Girl (Universal, 2002)
- Pau-latina (Universal, 2004)
- Ananda (Universal, 2006)
- Gran City Pop (Universal, 2009)
- Brava! (Universal, 2011)

## Filmográfia
- Pasión y poder („Szenvedély és hatalom”, 1988)
- Baila conmigo („Táncolj velem”, 1992)
- Pobre niña rica („Szegény gazdag lány”, 1995)
- Bésame en la boca („Csókolj szájon”, 1995)

## Külső hivatkozások
- Hivatalos weboldal Archiválva 2008. március 7-i dátummal a Wayback Machine-ben
- Paupower.com – hivatalos rajongói klub Archiválva 2009. július 16-i dátummal a Wayback Machine-ben
- Paulina Rubio az Internet Movie Database oldalon (angolul)